# Mo' Better Blues
Mo' Better Blues es una película estadounidense de 1990 protagonizada por Denzel Washington, Wesley Snipes y Spike Lee, quien se encargó también de dirigirla. Sigue un período en la vida del trompetista de jazz ficticio Bleek Gilliam (interpretado por Washington), ya que una serie de malas decisiones hacen que ponga en peligro tanto sus relaciones como su carrera como músico. La película se estrenó cinco meses después de la muerte del actor y comediante Robin Harris y está dedicada a su memoria.

## Sinopsis
Bleek Gilliam es un trompetista que lidera un quinteto de jazz al lado del saxofonista Shadow Henderson, realizando continuas presentaciones en un club nocturno de poca monta. Bleek debe defender constantemente a su amigo de la infancia y mánager del grupo con un serio problema de adicción al juego, y su enfrentamiento con Shadow empieza a generar una división dentro del quinteto.

## Reparto
- Denzel Washington — Bleek Gilliam
- Spike Lee — Giant
- Wesley Snipes — Shadow Henderson
- Joie Lee — Indigo Downes
- Cynda Williams — Clarke Bentancourt
- Giancarlo Esposito — Left Hand Lacey
- Bill Nunn — Bottom Hammer
- Jeff "Tain" Watts — Rhythm Jones
- Dick Anthony Williams — Big Stop Williams
- Abbey Lincoln — Lillian Gilliam
- John Turturro — Moe Flatbush
- Nicholas Turturro — Josh Flatbush
- Robin Harris — Butterbean Jones
- Samuel L. Jackson — Madlock
- Leonard L. Thomas — Rod
- Charlie Murphy — Eggy
- Coati Mundi — Roberto
- Diahann Carroll — Cantante de Jaxx
- Rubén Blades — Petey